# Mare de Déu del Remei de Castellolí
La Mare de Déu del Remei de Castellolí és una església de Castellolí (Anoia) inclosa a l'Inventari del Patrimoni Arquitectònic de Catalunya.

## Descripció
Presenta una sola nau de planta rectangular. Conserva la torre del campanar d'estil neoclàssic, per tant és anterior a la data que consta a la porta d'accés: 1865 que podria ser l'any d'una restauració de l'església. Bastida de pedra i la coberta de teules.

## Història
Anterior al 1865 i dedicada a la Mare de Déu del Remei.